# 디스코 (텔레비전 채널)
디스코(THIS.CO)는 생활 관련 프로그램 전문 텔레비전 채널로 2011년에 개국하였다. 2013년에 현대미디어가 운영권을 인수하여 헬스메디TV로 개편하면서 폐국하였다.

## 채널 특징
이 채널은 TV를 보며 양방향 서비스를 즐길 수 있는 특징이 있다.

## 프로그램

### 국내 제작
- 디스코 특선다큐(자체 제작)
- 명의가 추천하는 약이 되는 밥상(MBC 제작)
- 위기탈출 넘버원
- 생로병사의 비밀
- 비타민
- 한식탐험대(이상 KBS 제작)
- 식신로드
- 펫스토리
- 기막힌 외출 리턴즈
- 궁금타(이상 CU미디어 제작)

### 해외 제작
- 멘탈
- 리스너
- 미스테리 투어
- 노스트라다무스의 예언
- 고대의 외계인
- UFO 헌터스
- 5차원 미스터리
- 고대문명의 신비